# Jessie Marion King

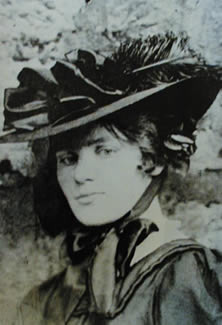
Jessie Marion King

Jessie Marion King (geb. 20. März 1875 in Bearsden; gest. 3. August 1949 in Kirkcudbright) war eine schottische Designerin und Illustratorin, die für ihre illustrierten Kinderbücher bekannt war. Sie entwarf auch Buchmarken, Schmuck und Stoffe und bemalte Töpferwaren. King war eine der Künstlerinnen, die als die Glasgow Girls bekannt waren. 1927 wurde sie in der Tageszeitung Aberdeen Press and Journal als „die Pionierin der Batik in Großbritannien“ bezeichnet.

## Jugend und Ausbildung
King wurde im Pfarrhaus in New Kilpatrick in Bearsden, Dunbartonshire, in der Nähe von Glasgow geboren, ihr Vater war James Wat(t)ers King, ein Geistlicher der Church of Scotland und ihre Mutter war Mary Anne Anderson. In ihrer Jugend erhielt sie eine strenge religiöse Erziehung, jedoch zeigte sie schon früh erste Anzeichen von Kreativität, was ihrem Vater missfiel. Er war mit der Berufswahl als Künstlerin für seine Tochter nicht einverstanden und man erzählt sich, dass sie auf dem Heimweg von der Schule ihre Zeichnungen in den Hecken versteckte. Mary McNab, die Haushälterin der Familie, war ein prägender Einfluss und wurde von Jessie Marion King als ihre zweite Mutter betrachtet. Als Teenager hatte sie ein spirituelles Erlebnis in Argyll, als sie an einem Berghang einschlief und die Berührung von Feen spürte, an deren Existenz sie weiterhin glaubte. 1891 begann sie eine Ausbildung zur Kunstlehrerin am Queen Margaret College (Glasgow). Im Jahr 1892 trat sie in die Glasgow School of Art ein. Als Studentin erhielt sie eine Reihe von Auszeichnungen, darunter 1898 ihre erste Silbermedaille beim jährlichen Nationalen Wettbewerb in South Kensington für ihre „Light of Asia“-Zeichnungen.

## Karriere und Werke
1899 wurde sie zur Dozentin für Buchdekoration und Design an der Glasgow School of Art ernannt. Sie unterrichtete bis zu ihrer Heirat mit E. A. Taylor im Jahr 1908 weiter und entschied sich gegen den Strich, ihren Mädchennamen beizubehalten. King stand unter dem Einfluss des zu dieser Zeit vorherrschenden Jugendstils und ihre Werke entsprechen in ihrer Stimmung denen der Glasgow-Four. Trotz des Einflusses des Jugendstils ließ sie sich zu einzigartigen Entwürfen inspirieren, bei denen sie die reale Welt nicht wörtlich übersetzte. „Ich wollte keine Entwürfe kopieren“, sagte sie, „sondern bestand darauf, aus meinem Kopf heraus zu zeichnen.“ In ihrer Anfangszeit schuf sie detaillierte Feder- und Tuschezeichnungen auf Vellum.
Die meisten ihrer ersten Arbeiten betrafen die Illustration, aber sie schrieb auch Bücher und war eine geschickte Schmuckdesignerin. Ihre ersten veröffentlichten Entwürfe – und manche glauben, es seien ihre besten – waren für die Einbände von Büchern, die zwischen 1899 und 1902 im Globus−Verlag (Berlin) erschienen. Der Verlag war eine Tochtergesellschaft des großen Berliner Kaufhauses Wertheim's. Der Verleger Georg Wertheim wollte von ihr „eine Reihe von Artikeln im 'neuen schottischen Stil' “. In den Jahren 1907–1924 illustrierte sie mehr als 20 Bücher, die von der Edinburgher Firma T. N. Foulis herausgegeben wurden. Insgesamt illustrierte, schrieb, dekorierte oder gestaltete sie den Einband von mehr als 100 Büchern und anderen Publikationen.
Im Jahr 1902 unternahm sie eine Grand Tour durch Deutschland und Italien, wo sie sich von den Werken Botticellis beeinflussen ließ. Im selben Jahr wurde ihr Einband für „L'Evangile de L'Enfance“ auf der Internationalen Ausstellung für moderne dekorative Kunst in Turin mit einer Goldmedaille ausgezeichnet. Bemerkenswert auch, dass die dazugehörige Urkunde auf „Signor Jessie Marion King“ ausgestellt wurde, da ein Preis für eine „Signora“ nicht vorgesehen war. 1903 wurde sie Vorstandsmitglied der Glasgow Society of Artists und 1905 Mitglied der Glasgow Society of Lady Artists. Ihr Beitrag zum Jugendstil erreichte seinen Höhepunkt während ihrer ersten Ausstellungen in der Annan's Gallery in Glasgow (1907) und den Bruton Street Galleries in London (1905).
1908 zog sie mit ihrem Mann nach Salford, wo 1909 ihr einziges Kind, eine Tochter, Merle Elspeth (1909–1985), geboren wurde; Mary McNab trat in den Haushalt ein, was es ihr ermöglichte, weiter zu arbeiten. Das Paar verbrachte seine Flitterwochen auf der Isle of Arran, wo sie später Cottages in High Corrie vermieteten, um dort eine Sommerschule für Malerei und Zeichnen zu betreiben. 1910 zogen sie weiter nach Paris, wo Taylor eine Professur in den Studios von Ernest Percyval Tudor-Hart erhielt.
Im Jahr 1911 eröffneten King und Taylor die Sheiling Atelier School in Paris. In dieser Zeit lernte sie die neuen Farben kennen, die Léon Bakst in seinen Kostüm- und Bühnenbildentwürfen für Diaghilev's Ballets Russes, eingeführt hatte und ihre Arbeiten in Paris gelten als einflussreich für die Entstehung des Art déco. King und Taylor zogen 1915 nach Kirkcudbright und arbeiteten dort bis zu ihrem Tod weiter.
King dekorierte auch Keramik und arbeitete mit Batik, die sie im Londoner Luxus-Kaufhaus Liberty's eingeführt haben soll. 1924 veröffentlichte sie How Cinderella Was Able to Go to the Ball, „Eine Broschüre über Batik, geschrieben und illustriert von Jessie M. King“.
Jessie Marion King starb am 3. August 1949 zu Hause in Kircudbright an den Folgen eines Herzinfarkts. Sie wurde in Kirkcudbright eingeäschert und ihre Asche wurde in Minard (Argyll) über dem Grab von Mary McNab verstreut, die von ihrem Ehemann wurde zwei Jahre später hinzugefügt.

## Galerie
| - Eine Jessie M. King-Buchmarke von 1907 für Charles D. Edwards auf japanischem Vellum. - Jessie Marion King’s Haus in der High Street in Kirkcudbright. - Inschrift über der Seitentür. - Seitenzugang zum Künstlerhäuschen. - Jugendstilmuster an der Türöffnung. |